# Valderoure
Valderoure é uma comuna francesa na região administrativa da Provença-Alpes-Costa Azul, no departamento Alpes Marítimos. Estende-se por uma área de 25,34 km², com 306 habitantes, segundo os censos de 1999, com uma densidade de 12 hab/km².